# Distrito de Pabianice
Pabianice (polaco: powiat pabianicki) es un distrito (powiat) del voivodato de Łódź (Polonia). Fue constituido el 1 de enero de 1999 como resultado de la reforma del gobierno local de Polonia aprobada el año anterior. Limita con otros siete distritos de Łódź: al noroeste con Poddębice, al norte con Zgierz, al este con Łódź y Łódź East, al sudeste con Piotrków, al sur con Bełchatów y al oeste con Łask; y está dividido en siete municipios (gmina): dos urbanos (Konstantynów Łódzki y Pabianice) y cinco rurales (Dłutów, Dobroń, Ksawerów, Lutomiersk y Pabianice). En 2011, según la Oficina Central de Estadística polaca, el distrito tenía una superficie de 492,18 km² y una población de 119 012 habitantes.